# ISO 3166-2:IQ
ISO 3166-2:IQ è uno standard ISO che definisce i codici geografici delle suddivisioni dell'Iraq; è un sottogruppo dello standard ISO 3166-2.
I codici, assegnati ai 18 governatorati e la regione del Kurdistan, sono formati da IQ- (sigla ISO 3166-1 alpha-2 dello Stato), seguito da

## Codici
| Codice | Suddivisione | Tipo                     |
| ------ | ------------ | ------------------------ |
| IQ-KR  | Kurdistan    | entità federale autonoma |
| IQ-AN  | al-Anbar     | governatorato            |
| IQ-MU  | al-Muthanna  | governatorato            |
| IQ-QA  | al-Qadisiyya | governatorato            |
| IQ-AR  | Arbil        | governatorato            |
| IQ-BB  | Babil        | governatorato            |
| IQ-BG  | Baghdad      | governatorato            |
| IQ-BA  | Bassora      | governatorato            |
| IQ-DA  | Dihok        | governatorato            |
| IQ-DQ  | Dhi Qar      | governatorato            |
| IQ-DI  | Diyala       | governatorato            |
| IQ-KA  | Kerbela      | governatorato            |
| IQ-TS  | Kirkuk       | governatorato            |
| IQ-MA  | Maysan       | governatorato            |
| IQ-NA  | Najaf        | governatorato            |
| IQ-NI  | Ninive       | governatorato            |
| IQ-SD  | Salah al-Din | governatorato            |
| IQ-SU  | Sulaymaniyya | governatorato            |
| IQ-WA  | Wasit        | governatorato            |